# Robert J. Lang
Robert J. Lang (sinh ngày 4 tháng 5 năm 1961) là một nhà vật lý người Mỹ đồng thời cũng là một trong những nghệ sĩ origami và nhà nghiên cứu lý thuyết hàng đầu thế giới. Trong lĩnh vực origami, ông được biết đến với nhiều sáng tác phức tạp và ấn tượng, đặc biệt là những mẫu về động vật và côn trùng. Ông cũng một trong những nhà nghiên cứu toán học origami và đạt được những thành công to lớn trong ứng dụng toán học origami để giải quyết các vấn đề thực tế.

## Học vấn và khởi nghiệp

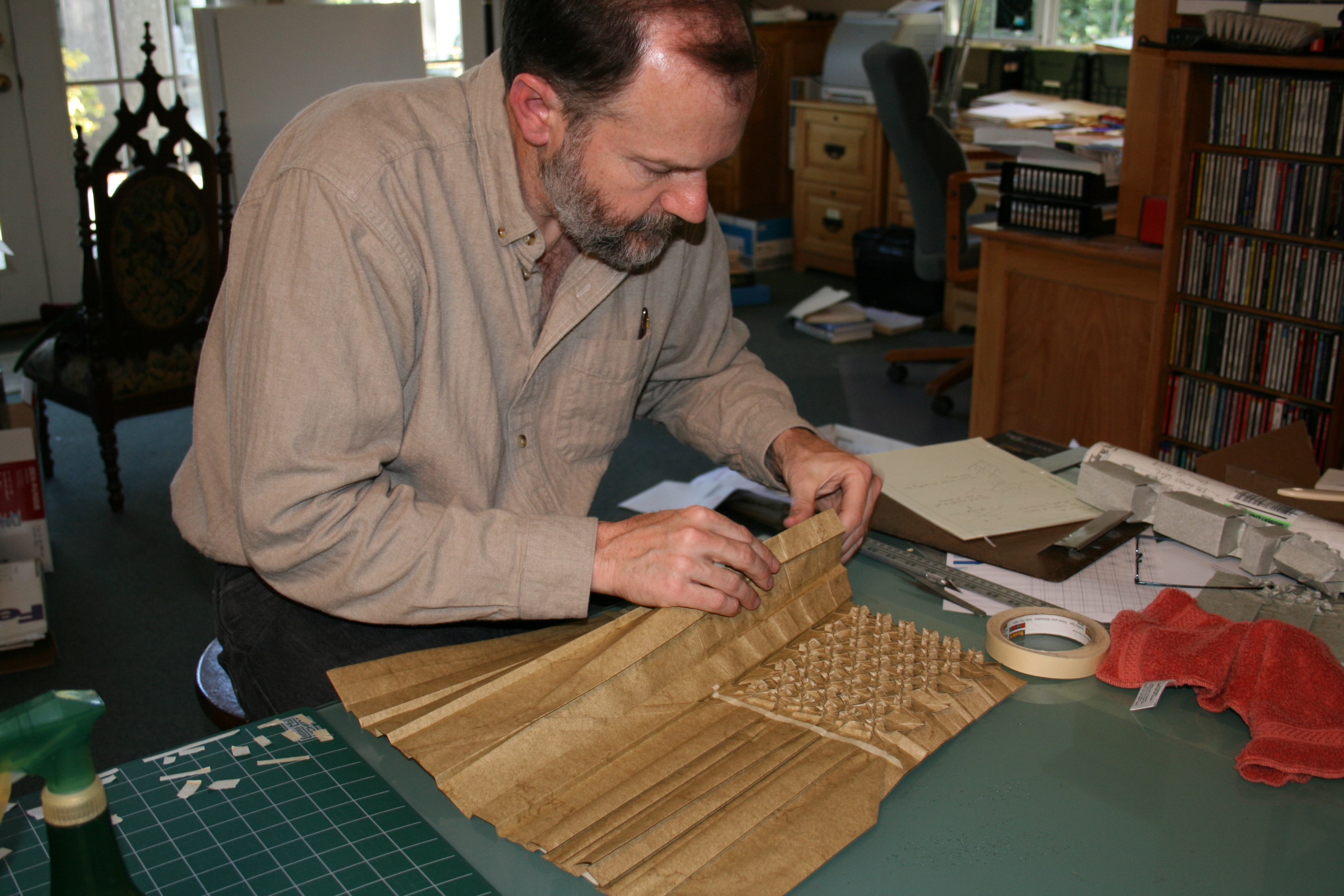
Robert Lang gấp quốc kì Mĩ, với 50 ngôi sao, 15 sọc trắng và 13 sọc đỏ từ một tờ giấy vuông không cắt

Lang sinh tại Dayton, Ohio nhưng lớn lên tại Atlanta, Georgia. Ông từng tham gia thiết kế điện tại Học viện kỹ thuật California trước khi tốt nghiệp. Cũng tại đây, ông đã quen người vợ tương lai của mình, bà Diane. Lang lấy bằng thạc sĩ lĩnh vực thiết kế điện tại Stanford năm 1983, sau đó quay lại Học viện kỹ thuật California để lấy bằng tiến sĩ chuyên ngành Vật lý ứng dụng với luận văn "Bán dẫn laze: Cấu trúc mới và các tính chất phổ."
Năm 1988, ông bắt đầu làm việc tại phòng nghiên cứu động cơ phản lực của NASA đồng thời đảm nhiệm công việc nghiên cứu viên phòng nghiên cứu phổ diode của San Jose, California, và sau đó tại JDS Uniphase,cũng của San Jose.
Ông là tác giả và đồng tác giả của hơn 80 phát minh trong lĩnh vực bán dẫn laze, quang học và quang điện tử tích hợp. Ông cũng đang giữ 46 bằng sáng chế trong những lĩnh vực này.
Năm 2001, Lang từ bỏ công việc thiết kế điện và chuyển sang làm một nghệ sĩ origami chuyên nghiệp kiêm nhiệm cố vấn. Tuy nhiên, ông vẫn tiếp tục hoạt động trong lĩnh vực truyền thống của mình: ông nhận lời làm tổng biên tập Tạp chí điện tử học lượng tử từ năm 2007 tới năm 2010 và cố vấn bán thời gian cho hãng bán dẫn Cypress.
Hiện nay, ông đang định cư tại Alamo, California.

## Origami
Robert J.Lang biết đến nghệ thuật gấp giấy từ năm 6 tuổi nhờ một giáo viên của ông sau khi đã thử mọi phương pháp khác giúp ông hứng thú trong học tập. Từ thời niên thiếu, Lang đã bắt đầu tự sáng tác những mẫu gấp riêng của mình. Origami cũng là môn nghệ thuật giúp ông giải tỏa những áp lực khi còn đang học đại học. Từ những năm học tập tại học viện kỹ thuật California, Lang đã làm quen với những bậc thầy origami như Michael LaFosse, John Montroll, Joseph Wu, và Paul Jackson tại Trung tâm Origami Hoa Kỳ, giờ đổi tên thành OrigamiUSA.
Khi đang tiến hành các nghiên cứu chuyên sâu luận án tiến sĩ tại Đức, Lang và vợ ông bắt đầu sáng tác mẫu đồng hồ cuckoo Black Forest, và hứng thú với nghệ thuật gấp giấy từ khi ông hoàn thành mẫu này sau 3 tháng thiết kế và 6 tiếng gấp.
Lang tận dụng tối đa công nghệ hiện đại trong các tác phẩm của mình, bao gồm cả việc sử dụng máy cắt laze để tạo nếp trong những mẫu gấp phức tạp.
Lang được công nhận là một trong những nhà lý thuyết toán học origami hàng đầu. Ông đã phát triển một bộ quy tắc sáng tác các mẫu origami mới, đồng thời là người hoàn thiện các bằng chứng của tiên đề Huzita–Hatori.
Lang đặc biệt chú trọng đến việc ứng dụng các đinh luật của origami trong thực tế ví dụ như thiết kế cách gập túi khí cho các hãng sản xuất Đức. Ông cũng hợp tác với phòng thí nghiệm quốc gia Lawrence Livermore tại Livermore, California, để phát triển một kinh viễn vọng không gian công suất lớn với ống ngắm dài 100 m (328 ft) dưới dạng màng mỏng. Lang cùng các cộng sự tìm cách gấp gọn thấu kính khổng lồ (Eyeglass) này vào một tên lửa nhỏ, đồng thời có khả năng mở ra trong không gian mà không để lại một bất kì một dấu vết hay vết gấp nào. Ông là tác giả cũng như đồng tác giả của tám quyến sách và rất nhiều bài báo trong lĩnh vực origami. Ông cũng thiết kế biểu tượng của google trong sinh nhật lần thứ 101 của Akira Yoshizawa vào ngày 14 tháng 3 năm 2012.

## Giải thưởng và vinh dự
Năm 2012, Lang vinh dự được bầu chọn thành hội viên của Hội toán học Mỹ.

## Phụ lục
- The Complete Book of Origami; Dover Publications, 1988
- Origami Zoo (with Stephen Weiss ); St. Martin's Press, 1989
- Origami Sea Life (with John Montroll); Dover Publications, 1990
- Origami Animals; Crescent Lưu trữ ngày 27 tháng 9 năm 2007 tại Wayback Machine, 1992; out of print
- Origami Insects and their Kin; Dover Publications, 1995
- Origami in Action; St. Martin's Press, 1996
- Origami Insects II; Gallery Origami House, 2003
- Robert J. Lang (2003). Origami Design Secrets: Mathematical Methods for an Ancient Art. A K Peters. ISBN 1-56881-194-2.